# Rio Botfei
O Rio Botfei é um rio da Romênia afluente do Rio Beliu, localizado no distrito de Arad.